# مطار غريس
مطار غريس (بالإنجليزية: Ghriss Airport)‏ هو مطار يقع في غريس، الجزائر.